# Leca Danmark
Leca Dannmark A/S er en dansk producent af letklinker med hovedkvarter i Hinge ved Randers. Virksomheden producerer letklinker i forskellige størrelser til forskellige formål. Leca Danmark er i dag et datterselskab til Saint-Gobain Denmark og en del af Saint-Gobain-koncernen. A/S Dansk Betonklinker blev etableret i København i 1938. I 1948 indførtes Leca-mærket. I 1953 åbnede en ny fabrik i Hinge ved Randers. I 2023 havde selskabet 78 ansatte i Danmark.